# 9M111 (ミサイル)
9M111 ファゴット（Fagot、ロシア語: 9М111 «Фагот»、木管楽器のファゴットの意）は、ソビエト連邦の対戦車ミサイルである。9M111は、GRAUによる名称で、NATOコードネームはAT-4 スピガット（Spigot：樽の蛇口（捻栓）の意）である。
9M111はミサイルの名称で、ミサイルシステムの名称は9K111である。

## 開発

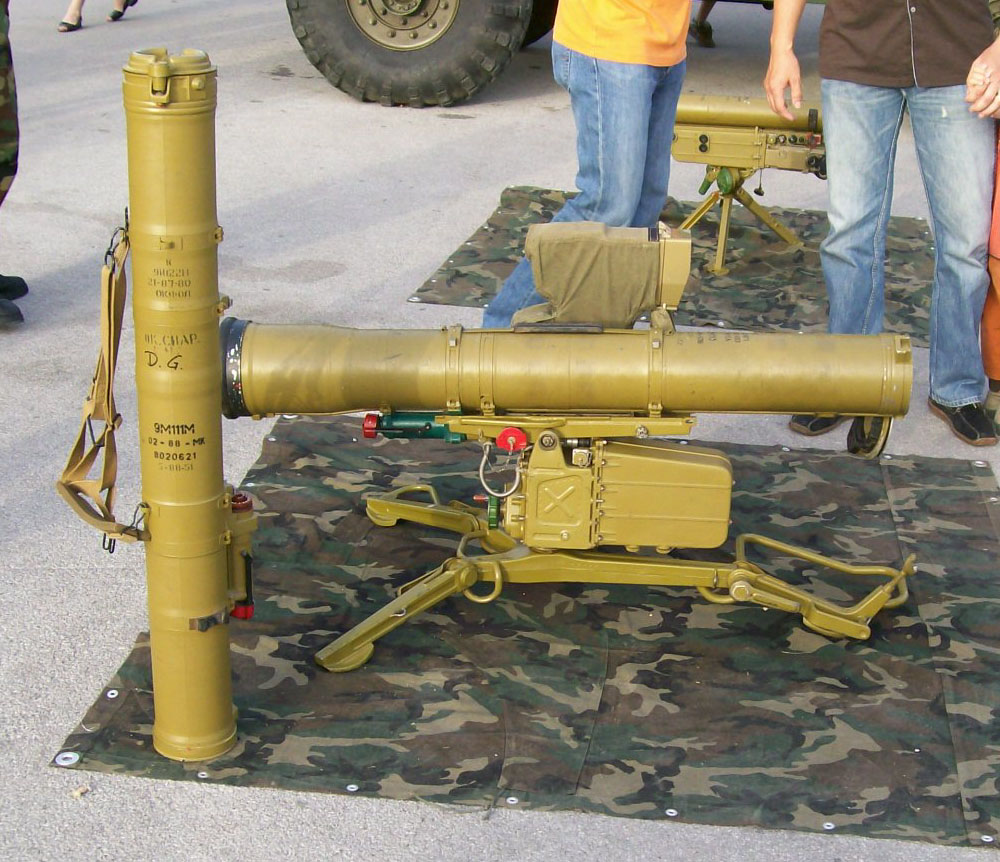
9M113 コンクールスミサイルシステム（ミサイルと発射装置）と、9M111M ファクトーリヤミサイルが装填された発射筒（左）

9M111は、トゥーラ機械設計局によって、個人が携行可能で主力戦車を撃破できる次世代の半自動指令照準線一致誘導方式（SACLOS）対戦車ミサイルを生み出す目的で1962年から開発が始まった。9M111は、9M113 コンクールス（AT-5 スパンドレル）と並行して開発され、両者は大きさ以外ほとんど同じである。9M111は、1970年から配備された。

## 設計
ミサイルは、容器兼発射筒に入れられたまま保管運用され、簡素な三脚がついた9P135発射装置から打ち出される。9S451誘導装置箱は三脚に固定され、その上に発射筒ごとミサイルを載せる。9Sh119照準装置は発射装置左側に固定されている。全てを装着すると発射装置全体で22.5kgの重量がある。射手はうつ伏せの姿勢で発射する。装置は、60km/hより低速で移動する目標に対して効果的である。発射装置は360度旋回することができ、+/-20度俯仰することができる。照準装置は10x倍率で5度の視角がある。1分間に最大3発のミサイルを発射することができる。
発射装置はガス発生装置を使ってミサイルを発射筒から打ち出すコールドローンチ方式であり、発射後のガスは無反動砲のように発射筒後部から排出される。ミサイルは80m/sで打ち出され、空中で固体燃料ロケットモーターに点火し、186m/sまで急速に加速する。ミサイルは最大射程に達すると徐々に減速するため、目標に対して曲射しなくとも直接照準で発射できる。
誘導装置は、ミサイルの噴射炎が発する赤外線を追尾し、目標とのズレを修正するよう誘導線を伝ってミサイルに適切に指令する。SACLOSは手動指令照準線一致誘導方式（MCLOS）よりも多くの利点があり、複数の情報源によればシステムの命中精度は90%とされており、BGM-71 TOWや、SACLOSである9M14 マリュートカ（AT-3 サガー）後期型と同等の性能である。

## 運用

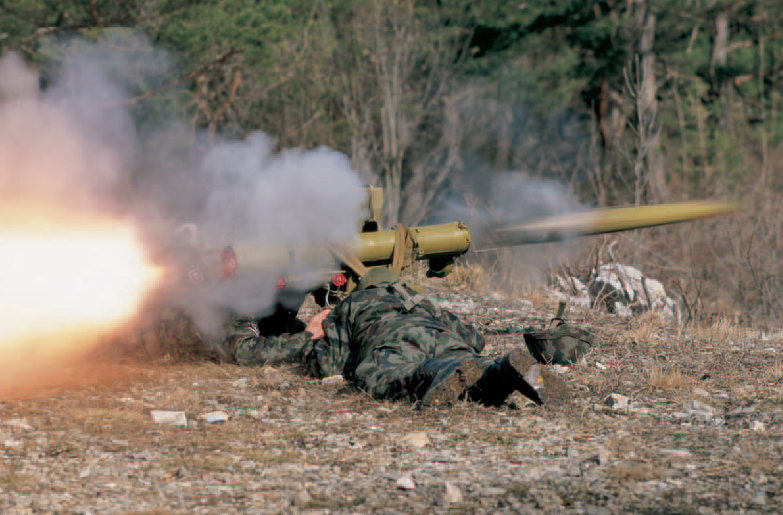
発射される9M111

ソ連地上軍（ソ連陸軍）の対戦車小隊は、装輪装甲車（BTR）を装備した自動車化狙撃兵大隊隷下の対戦車ミサイル二個分隊で構成され、一個分隊につき9M111 ファゴット2組が配備された。9M111は3人一組で運用され、射手が9P135発射装置と三脚を背嚢に装備し、ほかの2名がそれぞれ発射筒を1本ずつ携行した。
また、兵士はAKなどの小火器を携行したが、RPGは持たなかった。なぜなら、RPGは対戦車ミサイルと違って危険な距離でしか目標と交戦することができないからである。通常の運用では対戦車ミサイルの運用員は4発の予備弾を携行し、さらに8発の予備弾をBTR-60に搭載していた。ミサイルは、BMP-1の後期型であるBMP-1PやBTR-D、UAZ-469にも装備された。
9K111は東側諸国などソ連の友好国にも供与され、朝鮮民主主義人民共和国（北朝鮮）では1980年代からプルセ2朝鮮語：불새2、Bulsae2、「火の鳥」の意味）の名でライセンス生産された。プルセ2は、1990年代に北朝鮮がエチオピアから入手したBGM-71 TOWを元に誘導方式に改良が施され、AT-4の名称でイランやミャンマーに輸出された。2016年2月にも、コンクリート製建物と天馬216戦車を用いた発射試験が金正恩委員長出席のもと行われた。

## 各型

### ミサイル
9M111 ファゴット（NATOコードネーム：AT-4 スピガット および AT-4A スピガットA）
1970年配備。最低射程70m、最大射程2,000m。弾頭の貫徹力はRHA換算で400mmもしくは60度の傾斜装甲に対して200mm。
9M111-2 ファゴット（NATOコードネーム：AT-4B スピガットB）
小改良型。
9M111M ファクトーリヤ もしくは ファゴット-M（NATOコードネーム：AT-4C スピガットC）
ロケットモーターが改良され、誘導線も延長された結果、最低射程75m、最大射程2,500mとなった。改良型シングルHEAT弾頭の貫徹力はRHA換算で460mmもしくは60度の傾斜装甲に対して230mm（いくつかの出版物では、9M111MはタンデムHEAT弾頭を持つとしている）。

### 発射装置
9P135
9M111 ファゴット系のみ発射できる。全重量22.5kg。
9P135M
9M111 ファゴット系もしくは9M113 コンクールス系を発射できる。
9P135M1
9P135Mの改良型。
9P135M2
9P135Mの改良型。
9P135M3
1990年代初期に開発された新型発射機。13kgのTPVP熱画像式夜間照準器が追加された。夜間射程は2,500m。
9S451M2
オーバーロード対策が施された新型夜間照準器が開発された。

## 保有国
アフガニスタン
100発。
 アルジェリア
100発。
 アンゴラ
100発。
 アゼルバイジャン
2024年時点でアゼルバイジャン陸軍が保有。
 ボスニア・ヘルツェゴビナ
52発。
 ベラルーシ
500発。
 ブルガリア
222発。2024年時点でブルガリア陸軍が保有。
 クロアチア
119発。2024年時点でクロアチア陸軍が保有。
 キューバ
100発。
 チェコスロバキア
 チェコ
50発。
 東ドイツ
 エチオピア
50発。
 フィンランド
数百の9P135M-1発射装置と（実戦配備されていない）PstOhj82として知られるAT-48を保有。
 ジョージア
2024年時点で、ジョージア陸軍が保有。
 ギリシャ
262発。
  ハマース
軍事部門のイッズッディーン・アル＝カッサーム旅団がプルセ2を保有。イランから密輸したとされる。
 ハンガリー
2024年時点でハンガリー陸軍が保有。
  ヒズボラ
 インド
100発。
 イラン
プルセ2も保有。
 イラク
 カザフスタン
2023年時点でカザフスタン陸軍が保有。
 クウェート
100発。
 キルギス
2023年時点でキルギス陸軍が保有。
 リビア
100発。
 リトアニア
 モルドバ
2023年時点でモルドバ陸軍が保有。BMP-1に搭載して使用。
 ミャンマー
プルセ2を保有。
 モザンビーク
10発。
 北朝鮮
朝鮮人民軍陸軍が保有するほか、プルセ2の名称でライセンス生産。
 ポーランド
100発。
 ロシア
1,000発。
 セルビア
250発。
 スロバキア
50発。
 スロベニア
10発（実戦配備されていない）。
 シリア
100発。
 トルクメニスタン
2024年時点で、トルクメニスタン陸軍が保有。
 ウクライナ
800発。
 ウズベキスタン
2023年時点でウズベキスタン陸軍が保有。
 イエメン
100発。
 トルコ
238発。